# Ercole (DC Comics)
Ercole (conosciuto anche come Eracle) è un fittizio dio olimpico nell'universo DC Comics basato sull'eroe greco omonimo.
Appare per la prima volta su All Star Comics n. 8 (dicembre 1941) in una storia di Wonder Woman, ed è stato creato da William Moulton Marston e Harry G. Peter, nella prima di diverse incarnazioni.
La moderna versione Post-Crisi sulle Terre infinite la si deve a George Pérez in Wonder Woman (seconda serie) n. 1.
Inizialmente il suo aspetto era molto simile alla versione Marvel Comics, mentre durante la maxi-serie One Year Later appare con un aspetto differente, sbarbato e con indosso una corazza e la famosa pelle del Leone nemeo.
Ercole inoltre è uno degli dei che ha donato la sua immensa forza all'eroe Capitan Marvel.

## Pre-Crisi
In origine Ercole era un personaggio non in continuity, in cui si cimentava in prove di forza col personaggio biblico Sansone o con lo stesso Superman. Nel 1975 una nuova serie vedeva una versione differente di Ercole che viveva avventure in un futuro apocalittico stile Kamandi. Il personaggio venne cancellato dal multiverso DC e sostituito con una versione più fedele alla figura mitologica nella nuova serie di Wonder Woman post-Crisi.

## Post-Crisi
Dopo Crisi sulle Terre infinite, la continuity di Wonder Woman venne modificata in una nuova serie scritta e disegnata da George Pérez; Perez l'ambientò in un contesto mitologico, ed Ercole ne prese parte.

### Storia
Millenni fa, il dio della guerra Ares vedeva le Amazzoni come un ostacolo per la sua scalata al potere assoluto, decise quindi di reclutare il semidio Ercole per sterminarle: tramite un subdolo inganno, fece credere al semi-dio, durante le sue famose Dodici Fatiche, che la regina delle amazzoni Ippolita stesse infangando la sua reputazione, ritenendolo il "cane" di Euristeo. Infuriato, Ercole guidò il suo esercito su Themyscira, dove affrontò Ippolita; ammirato dalle sue capacità, Ercole propose al suo esercito di allearsi con le amazzoni, banchettando con loro, ma durante la notte drogò le donne e le mise in schiavitù: lui e i suoi uomini umiliarono e violentarono le donne, e infine egli prese alla regina delle amazzoni la famosa cintura di Gaea. Atena fece in modo di liberare le donne dalla schiavitù, ma infine le confinò sull'isola paradiso, dove costruire una nuova Themyscira, lì le donne sarebbero divenute immortali ma totalmente isolate dal mondo degli uomini.
Secoli dopo, ai giorni nostri, dopo che la figlia di Ippolita, la principessa Diana mandò a monte i piani di conquista di Ares, il re degli dei Zeus invitò la giovane a giacere con lui, ma ella rifiutò le attenzioni del dio, in quanto non consenziente: infuriato, Zeus impose a Wonder Woman, come prova di adorazione, di liberare il tesoro di Zeus dalle profondità dell'isola paradiso. Tale tesoro non era altro che Ercole, trasformato in un colossale pilastro di pietra destinato a sostenere il peso di Themyscira per diversi millenni.
In questo stato di pietra, fu torturato da diverse creature mitologiche, provando la sensazione di dolore inflitto da loro, ma non essendo in grado di fare nulla al riguardo. Questa punizione gli fu data dalla sua famiglia olimpica per il suo passato di trasgressioni. Per ritornare alla sua forma originale, Ercole pregò le Amazzoni di perdonarlo: sebbene alcune di esse provassero ancora odio per il loro passato fatto di stupri e umiliazioni, la maggior parte di loro furono colpite dalla ritrovata umiltà di Ercole e la Regina Ippolita chiese di cercare nel loro cuore la forza di perdonarlo, cosa che hanno infine fatto. Quando Ercole tornò in forma umana, continuò a sopportare l'intero peso dell'isola per evitare che le macerie schiacciassero Ippolita, che giaceva ai suoi piedi svenuta. In quell'occasione Wonder Woman vide in lui quella figura nobile ed eroica di cui parlavano i miti.
Prima di lasciare il regno mortale per far ritorno all'Olimpo, Ercole scoprì che non solo Ippolita gli concesse il suo perdono, ma anche il suo amore.

### One Year Later e Wonder Girl
Recentemente (nella serie Un Anno Dopo) Ercole torna nuovamente tra gli uomini, aiutando Wonder Woman nella sua lotta contro Cheetah o Nemesis. Ha anche collaborato con la nuova Wonder Girl, la bionda Cassandra "Cassie" Sandsmark a combattere un misterioso Killer di Dei.

## Vendicatori/JLA
In Wonder Girl come detto Ercole appare con un design completamente diverso, probabilmente per distinguerlo dal suo
corrispettivo marvelliano: Perez infatti ritraeva entrambi i personaggi nella medesima maniera, tanto che nel crossover Vendicatori/JLA Wonder Woman attacca l'Ercole dei Vendicatori scambiandolo per quello DCniano, sebbene questo episodio ha comportato un piccolo errore di continuity, in quanto la principessa Diana aveva già da anni concesso il suo perdono al semidio greco.
Da notare come, inversamente, nella versione Marvel Comics Ercole è un supereroe, mentre Ippolita è descritta come una criminale.